# Rio Verde Grande
O rio Verde Grande é um curso de água que banha os estados de Minas Gerais e Bahia. Nasce no povoado de Alto Belo no município de Bocaiuva, em Minas Gerais e sua foz fica em Malhada na Bahia. Possui 557 quilômetros de extensão e é um afluente do Rio São Francisco.
A bacia é formada por 35 municípios, sendo 27 mineiros e 8 bahianos. Dentre os municípios mineiros, apenas 12 estão inteiramente incluídos na bacia, enquanto que nenhum dos municípios baianos possui sua área integralmente inserida na região.